# Fabio Baldato

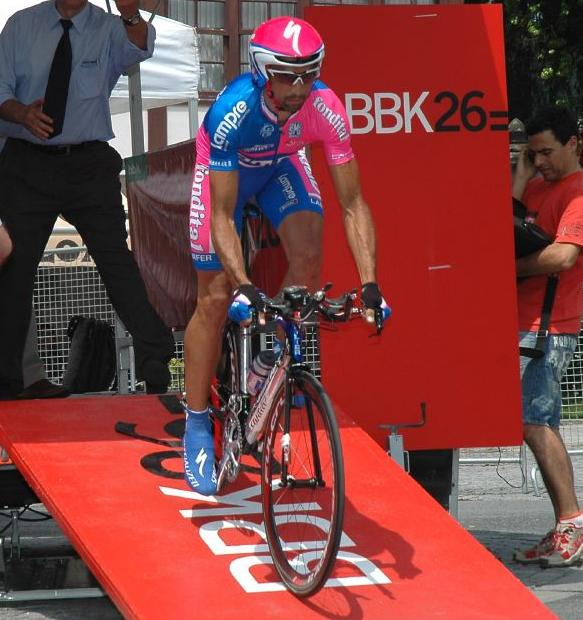
Fabio Baldato al 2007

Fabio Baldato (Lonigo, 13 de juny del 1968) és un ciclista italià, ja retirat, que fou professional entre 1991 i 2008.
El 1988, com a ciclista amateur, va prendre part en els Jocs Olímpics d'Estiu de Seül, on fou sisè en la cursa de persecució per equips. El 1996, als Jocs d'Atlanta, fou setè en la prova en ruta. Durant la seva carrera com a professional aconseguí més de 40 victòries, la major part d'elles a l'esprint. Va guanyar etapes a les tres grans voltes, quatre al Giro d'Itàlia i dues al Tour de França i la Volta a Espanya. Una caiguda a l'Eneco Tour del 2008 va precipitar el seu adeu de la carretera.
Una vegada retirat passar a formar part de la direcció esportiva de diferents equips.

## Palmarès
- 1988
  - 1r a La Popolarissima
- 1989
  - 1r al Trofeu Zssdi
- 1990
  - 1r al Trofeu Zssdi
  - 1r al Trofeu Ciutat de Castelfidardo
- 1991
  - 1r al Critèrium dels Abruzzos
  - Vencedor d'una etapa de la Cronostafetta
- 1993
  - Vencedor de 3 etapes al Giro d'Itàlia
  - Vencedor d'una etapa de la Setmana Catalana
  - Vencedor d'una etapa de la Volta als Països Baixos
- 1994
  - Vencedor de 2 etapes de la París-Niça
  - Vencedor de 2 etapes de la Volta a Àustria
- 1995
  - 1r al Rund um die Nürnberger Altstadt
  - Vencedor d'una etapa al Tour de França
  - Vencedor d'una etapa de la París-Niça
  - Vencedor d'una etapa del Tour del Mediterrani
  - Vencedor d'una etapa dels Tres dies de La Panne
  - Vencedor d'una etapa de la Volta a la Comunitat Valenciana
- 1996
  - 1r a la Coppa Bernocchi
  - Vencedor de 2 etapes de la Volta a Espanya
  - Vencedor d'una etapa al Tour de França
  - Vencedor d'una etapa de la Volta a Luxemburg
- 1998
  - 1r al Rund um den Henninger Turm
  - Vencedor d'una etapa al Tour de Romandia
- 1999
  - Vencedor d'una etapa del Tour del Mediterrani
- 2000
  - Vencedor d'una etapa de la París-Niça
- 2001
  - Vencedor d'una etapa de la Volta a Luxemburg
- 2002
  - 1r al Trofeu Pantalica
  - 1r al Trofeu Arancia Rossa
  - 1r al Trofeu de l'Etna
  - Vencedor d'una etapa del Giro Riviera Ligure Ponente
  - Vencedor d'una etapa dels Tres dies de La Panne
- 2003
  - 1r a l'Étoile de Bessèges i vencedor d'una etapa
  - Vencedor d'una etapa al Giro d'Itàlia
  - Vencedor d'una etapa dels Tres dies de La Panne
  - Vencedor d'una etapa de la Volta a Polònia
- 2004
  - 1r al Memorial Zanette
  - Vencedor de 2 etapes de la Volta a Polònia
- 2006
  - Vencedor d'una etapa de la Volta a Àustria
- 2007
  - Vencedor d'una etapa de la Volta a Àustria
  - Vencedor d'una etapa de la Volta a Polònia

### Resultats al Tour de França
- 1995. Abandona (5a etapa). Vencedor d'una etapa
- 1996. 63è de la classificació general. Vencedor d'una etapa
- 1997. Abandona (15a etapa)
- 1998. Abandona (15a etapa)
- 2001. 81è de la classificació general
- 2002. 132è de la classificació general
- 2003. Abandona (6a etapa)
- 2004. 135è de la classificació general

### Resultats al Giro d'Itàlia
- 1991. Abandona (13a etapa)
- 1993. 88è de la classificació general. Vencedor de 3 etapes
- 1994. Abandona (20a etapa)
- 1995. Abandona (20a etapa)
- 1997. Abandona (19a etapa)
- 1998. Abandona (18a etapa)
- 1999. 103è de la classificació general
- 2000. Abandona (2a etapa)
- 2001. 79è de la classificació general
- 2003. 76è de la classificació general. Vencedor d'una etapa
- 2005. 130è de la classificació general
- 2008. 109è de la classificació general

### Resultats a la Volta a Espanya
- 1992. Abandona (6a etapa)
- 1996. Abandona (12a etapa). Vencedor de 2 etapes. Porta el mallot or durant 4 etapes
- 2000. 98è de la classificació general
- 2002. Abandona (8a etapa)
- 2005. 116è de la classificació general